# Tom Clancy's H.A.W.X. 2
Tom Clancy's H.A.W.X. 2 ("High Altitude Warfare eXperimental") è la seconda versione del simulatore di volo sviluppato dall'Ubisoft Romania disponibile per PC, Xbox 360, PlayStation 3 e Nintendo Wii dal 2 settembre 2010.

## Velivoli
Tom Clancy's HAWX 2 include 33 velivoli militari utilizzabili.
- A-10A Thunderbolt
- EA-6B Prowler
- EF-111A Raven
- EF-2000
- F-68 Sabre (DLC)
- F-117A Nighthawk
- F-14A Tomcat
- F-15C Eagle
- F-16C
- F-2
- F-35 Lighting II
- F/A-18E Super Hornet
- F-22 Raptor
- Harrier GR9
- MiG 1.44 MFI
- MiG-15 (DLC)
- MiG-23
- MiG-25
- MiG-29
- MiG-31
- Mirage 2000-5
- Mirage IV P
- Mirage F1
- Rafale-M
- Saab-39 Gripen
- Su-25
- Su-27 Flanker
- Su-30MKI
- Su-34
- Su-35BM Super Flanker
- Su-37
- Su-47 Berkut
- Su T50

## Caratteristiche
Durante l'azione, il pilota ha a disposizione diverse novità introdotte rispetto alla versione precedente: visione notturna per condurre attacchi in modalità stealth; pod anti-radar che distrae l'avversario e gli impedisce di attaccare, l'ERS (Enhanced Reality System), che traccia una rotta virtuale per attraversare in modo più sicuro tratti pericolosi.
È inoltre possibile effettuare nuove procedure di volo quali: decolli e atterraggi da piattaforme marine e portaerei, rifornimento in volo, utilizzo di bombe e missili di precisione e teleguidati. Diverse missioni prevedono inoltre il supporto di unità alleate, di terra, di mare e di cielo.
Il gioco ha a disposizione diverse visuali: in prima e terza persona, visuale abitacolo (con strumentazione realistica), modalità di scontro aereo (in terza persona con visuale sul campo di battaglia).
I dati del pilota vengono mantenuti durante tutte le fasi del gioco, con statistiche, prestazioni, grado ed esperienza attuale, nonché potenziamenti e aerei sbloccati (ricompense P.E.C. -- Persistent Elite Creation).
Le informazioni satellitari, aeree e geospaziali presenti nel gioco sono fornite da GeoEye.

## Versione per Wii
La versione del gioco per Nintendo Wii è stata concepita in modo indipendente ed è ambientata in un periodo temporale che si colloca fra H.A.W.X. e H.A.W.X. 2. La storia è brevemente quella che segue: dopo il passaggio del comandante David Crenshaw al settore Medio-Orientale, il comando della sezione americana della squadra H.A.W.X. passa al Col. Alexander "DAGGER" Bowman. L'attuale stadio di tecnologia ha nel frattempo fatto sì che l'addestramento dei piloti converga più che mai sui velivoli UAV e i combattimenti che verranno ingaggiati dalla H.A.W.X. saranno sempre più spesso contro veicoli teleguidati.

## Modalità Multigiocatore
Tom Clancy's H.A.W.X. 2 prevede diverse modalità multigiocatore:
- Battaglia a squadre
- Compagna coop
- Missione campagna coop
- Missione singola coop
- Sopravvivenza coop

## Modalità Uplay
Come diversi altri videogiochi Ubisoft, Tom Clancy's H.A.W.X. 2 è abilitato a sfruttare la modalità di gioco Uplay. Con Uplay, il completamento di alcune azioni, ben dettagliate sul sito ufficiale, danno al giocatore la possibilità di ottenere determinate ricompense. Per esempio, completare la missione "Il prigioniero", a qualunque livello di difficoltà, frutta 10 Unità Uplay, che danno in premio l'accesso al tema esclusivo del gioco.

## Recensioni
| Pubblicazione | Punteggio                |
| ------------- | ------------------------ |
| Ign.com       | 6.5/10—versione XBOX 360 |
| Gamespot.com  | 7.0/10—versione PS3      |